# Friedrich Heinrich Goddäus
Friedrich Heinrich Goddäus (auch Goddaeus, * 11. Mai 1734 in Kassel; † 24. Juli 1795 ebenda) war von 1781 bis 1795 Bürgermeister der Stadt Kassel.

## Herkunft
Er war ein Sohn des Johann Friedrich Goddaeus (1692–1772), Hessen-Kasseler Vizekanzler und Geheimer Rat, und dessen Frau Catharina Christine geb. Dehn-Rothfelser (1705–1782). Seines Vaters Vorfahren stammten aus Westfalen. Einer von ihnen war der in Schwerte geborene Johann Gödde (1555–1632), der in Marburg die Rechte studierte, dort Rektor der Philipps-Universität wurde und seinen Namen latinisierte: Johannes Goddaeus.
Friedrich Heinrichs jüngerer Bruder Heinrich Goddaeus (1742–1819) war ein landgräflich-hessischer Justiz- und Verwaltungsbeamter, zuletzt Richter am Oberappellationsgericht in Kassel, wurde 1812 bzw. 1814 in den Adelsstand erhoben und wurde somit Stammvater der hessischen Adelsfamilie von Goddaeus.

## Leben
Friedrich Heinrich Goddäus studierte Rechtswissenschaft an der Philipps-Universität in Marburg und wurde 1762 Schöffe am Stadtgericht in Kassel. Nach nahezu 20 Jahren im landgräflichen Justiz- und Verwaltungsdienst wurde er im Jahre 1781 Bürgermeister der Residenzstadt Kassel. Dieses Amt hatte er bis zu seinem Tode im Juli 1795 inne.